# Donji Kamengrad
Donji Kamengrad (en cyrillique : Доњи Каменград) est une localité de Bosnie-Herzégovine. Elle est située dans la municipalité de Sanski Most, dans le canton d'Una-Sana et dans la fédération de Bosnie-et-Herzégovine. Selon les premiers résultats du recensement bosnien de 2013, elle compte 2 503 habitants.

## Géographie
La localité est située sur les rives de la rivière Bliha. La chute d'eau de la rivière Bliha se trouve entre Donji Kamengrad et Fajtovci ; depuis 1965, cette cascade figure sur la liste des monuments naturels géo-morphologiques de la Bosnie-Herzégovine,.

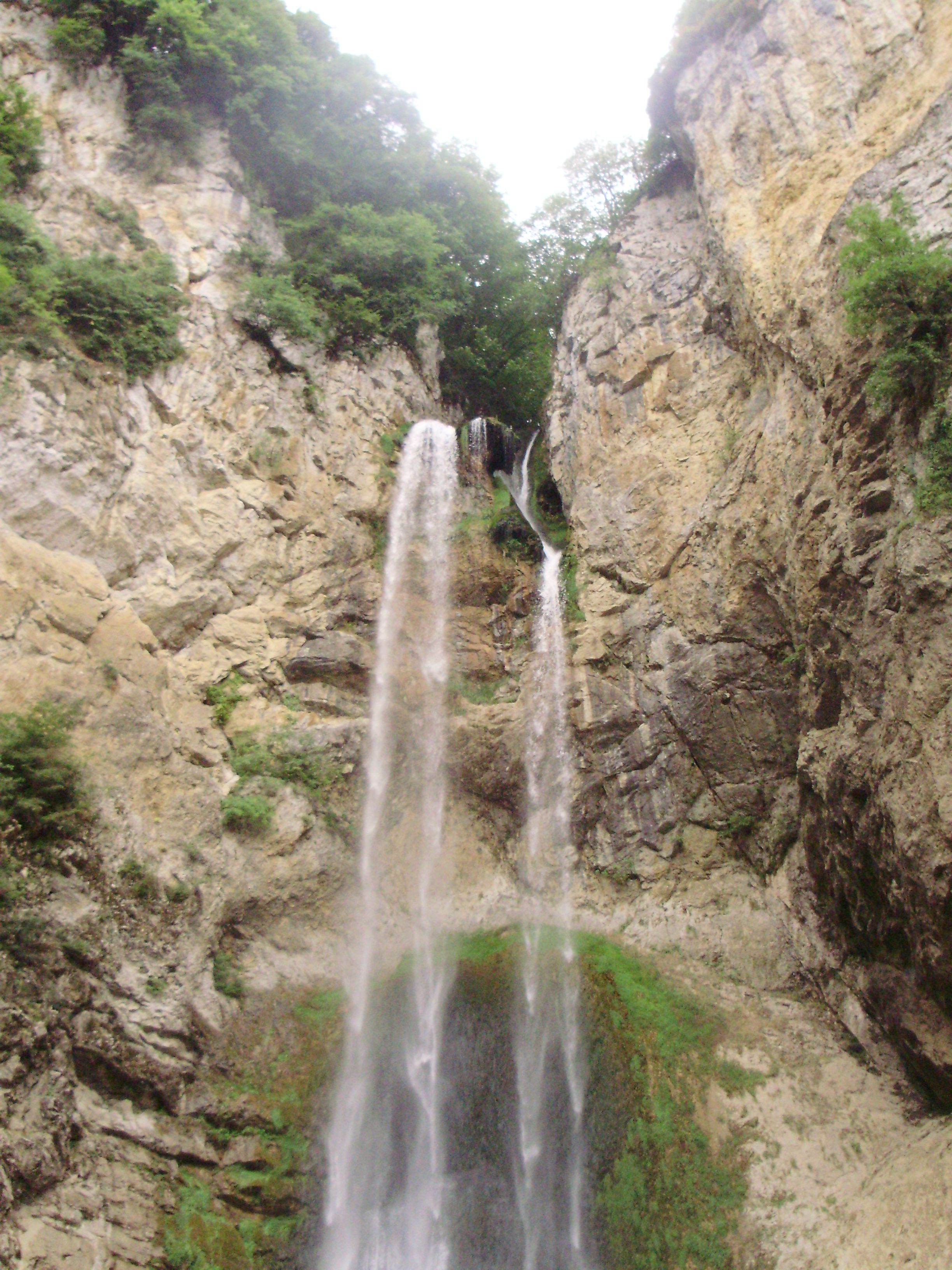
La chute d'eau de la rivière Bliha

## Histoire
Sur le territoire de la localité se trouve la forteresse de Kamengrad, qui remonte au Moyen Âge et qui est inscrite sur la liste des monuments nationaux de Bosnie-Herzégovine.
La musalla de Kamengrad, un espace en plein air utilisé par les musulmans pour la prière, est elle aussi inscrite en même temps que le cimetière alentour.

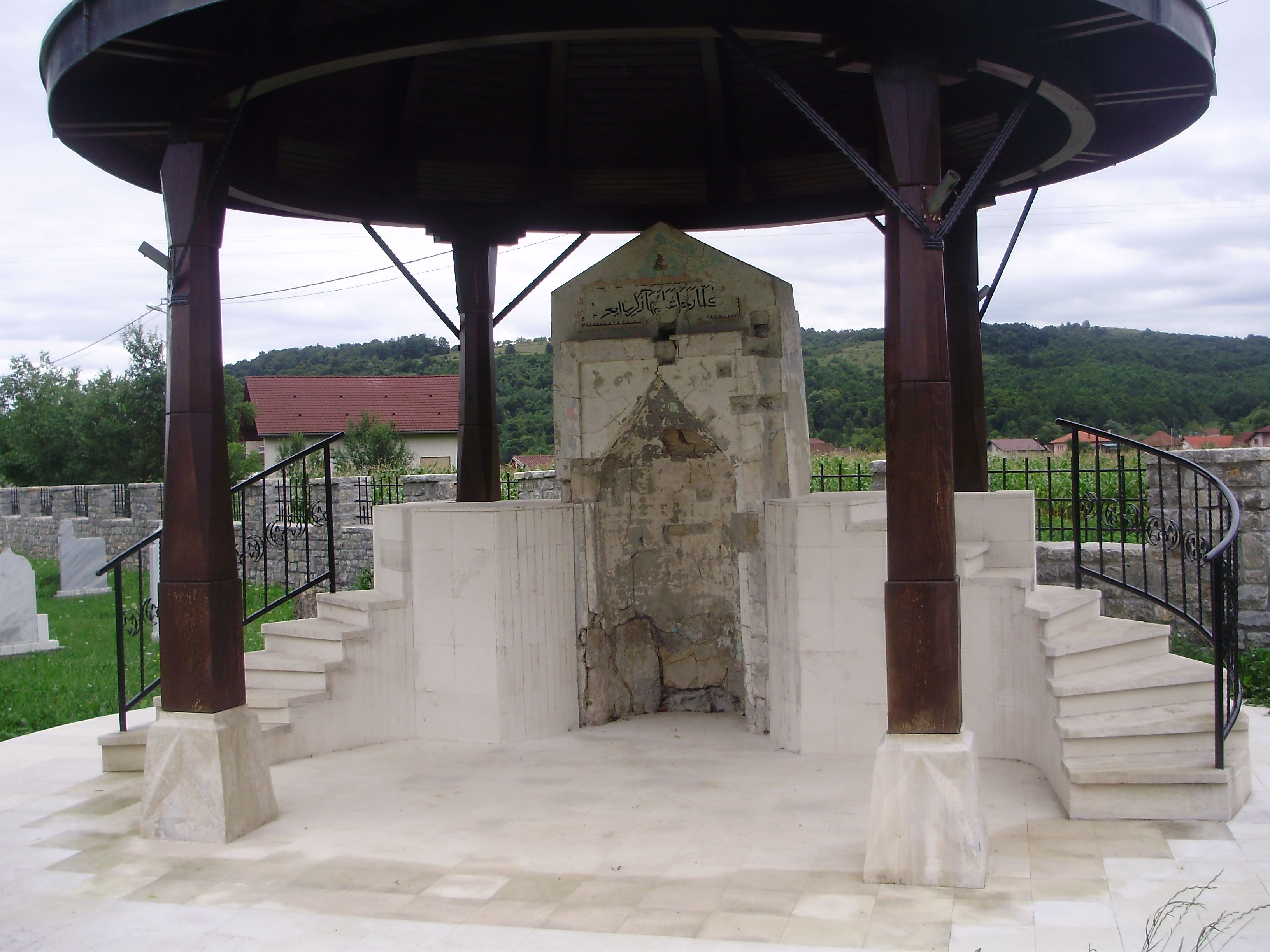
La musalla de Kamengrad

## Démographie

### Évolution historique de la population dans la localité
| 1948 | 1953 | 1961  | 1971  | 1981  | 1991  | 2013  |
| ---- | ---- | ----- | ----- | ----- | ----- | ----- |
| -    | -    | 1 429 | 1 902 | 2 185 | 2 344 | 2 503 |

|  |

### Communauté locale
En 1991, la communauté locale de Donji Kamengrad comptait 2 677 habitants, répartis de la manière suivante :